# Parabezzia jamaicensis
Parabezzia jamaicensis är en tvåvingeart som beskrevs av Wirth 1965. Parabezzia jamaicensis ingår i släktet Parabezzia och familjen svidknott. Inga underarter finns listade i Catalogue of Life.